# Cesare Cattaneo Della Volta
Pour les articles homonymes, voir Cattaneo.
Cesare Cattaneo Della Volta, né en 1680 à Gênes et mort le 27 juillet 1756 à Gênes, est un homme politique italien, 159e doge de Gênes du 6 mars 1748 au 6 mars 1750.

### bibliographie
- (it) Sergio Buonadonna et Mario Mercenaro, Rosso doge. I dogi della Repubblica di Genova dal 1339 al 1797, Gênes, De Ferrari, 2007